# Manqoba Kunene
Manqoba Kunene est un footballeur swazi, né le 22 octobre 1982 en Eswatini.
Manqoba Kunene évolue depuis 2010 au Young Buffaloes, où il occupe le poste de milieu de terrain.

## Palmarès
Mbabane Swallows
- Champion du Swaziland : 2009
- Vainqueur de la Coupe du Swaziland : 2006